# Novi Iarîlovîci, Ripkî
Novi Iarîlovîci (în ucraineană Нові Яриловичі) este localitatea de reședință a comunei Novi Iarîlovîci din raionul Ripkî, regiunea Cernihiv, Ucraina.

## Demografie
Componența lingvistică a localității Novi Iarîlovîci
     Ucraineană (86,51%)
     Rusă (10,79%)
     Belarusă (2,7%)
Conform recensământului din 2001, majoritatea populației localității Novi Iarîlovîci era vorbitoare de ucraineană (86,51%), existând în minoritate și vorbitori de rusă (10,79%) și belarusă (2,7%).